# Camélia Jordana

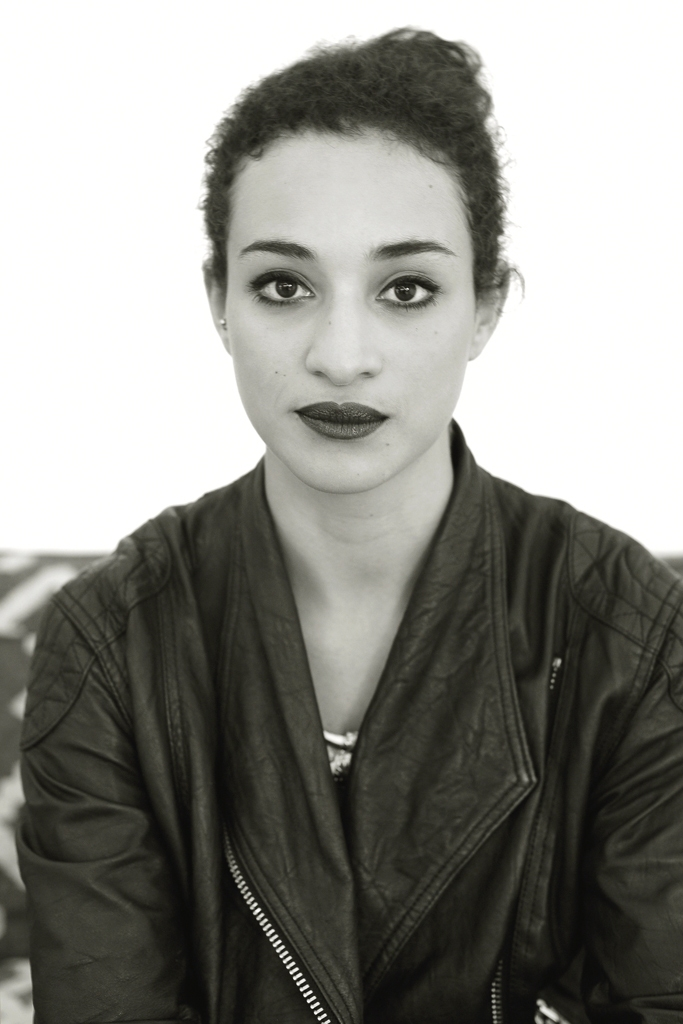
Camélia Jordana (2018)

Camélia Jordana Aliouane (* 15. September 1992 in Toulon, Var) ist eine französische Sängerin und Schauspielerin. Sie nahm 2009 an der Castingshow Nouvelle Star teil, der französischen Variante von Pop Idol, wo sie im Halbfinale ausschied. Kurz darauf unterzeichnete sie einen Plattenvertrag mit Sony Music.

## Biografie
Camélia Jordana stammt aus einer Familie mit algerischem Migrationshintergrund. Sie hat eine ältere Schwester und einen jüngeren Bruder. Mit sechzehn Jahren entschied sie sich, am Casting der siebten Staffel von Nouvelle Star in Marseille teilzunehmen. Sie überzeugte die Jury mit ihrer Interpretation von What a Wonderful World von Louis Armstrong und schaffte schlussendlich den Sprung ins Halbfinale.
Nachdem sie beim Plattenlabel Sony Music unterschrieben hatte, veröffentlichte Camélia Jordana ihr gleichnamiges Debütalbum am 29. März 2010. Mit 10.169 verkauften Exemplaren in der ersten Woche erreichte es den neunten Platz der französischen Albumcharts.
Ihre erste Single Non Non Non (Écouter Barbara) erschien in Frankreich zwar nur als Audiodatei im Internet, erreichte aber den dritten Platz der nationalen Download Charts. Im April 2010 arbeitete Camélia Jordana mit André Manoukian an dessen Album So in Love zusammen.
Seit 2012 ist sie in verschiedenen Film- und Fernsehproduktionen zu sehen, darunter in Nur wir drei gemeinsam aus dem Jahr 2015. Für ihre Rolle der Neïla Salah in Yvan Attals 2017 produziertem Spielfilm Die brillante Mademoiselle Neïla wurde sie 2018 mit dem César als Beste Nachwuchsdarstellerin ausgezeichnet. Im Jahr 2021 erhielt sie eine weitere César-Nominierung, diesmal für ihre Hauptrolle in dem Beziehungsdrama Leichter gesagt als getan von Emmanuel Mouret.

## Diskografie

### Alben
| Jahr | Titel            | Höchstplatzierung, Gesamtwochen, AuszeichnungChartplatzierungen (Jahr, Titel, Platzierungen, Wochen, Auszeichnungen, Anmerkungen) | Höchstplatzierung, Gesamtwochen, AuszeichnungChartplatzierungen (Jahr, Titel, Platzierungen, Wochen, Auszeichnungen, Anmerkungen) | Höchstplatzierung, Gesamtwochen, AuszeichnungChartplatzierungen (Jahr, Titel, Platzierungen, Wochen, Auszeichnungen, Anmerkungen) | Anmerkungen                                              |
| Jahr | Titel            | FR | BEW | CH | Anmerkungen                                              |
| ---- | ---------------- | --- | --- | --- | -------------------------------------------------------- |
| 2010 | Camélia Jordana  | FR7 (60 Wo.)FR | BEW12 (44 Wo.)BEW | CH36 (15 Wo.)CH | Erstveröffentlichung: 29. März 2010                      |
| 2014 | Dans la peau     | FR15 (9 Wo.)FR | BEW29 (19 Wo.)BEW | CH70 (2 Wo.)CH | Erstveröffentlichung: 15. September 2014                 |
| 2018 | Lost             | FR129 (2 Wo.)FR | — | — | Erstveröffentlichung: 9. November 2018                   |
| 2021 | Facile × fragile | FR3 Gold · (19 Wo.)FR | BEW25 (7 Wo.)BEW | — | Erstveröffentlichung: 29. Januar 2021                    |
| 2021 | Sorøre           | FR13 (18 Wo.)FR | BEW13 (12 Wo.)BEW | CH46 (1 Wo.)CH | Erstveröffentlichung: 4. Juni 2021 mit Amel Bent & Vitaa |

### Singles
| Jahr | Titel Album                                   | Höchstplatzierung, Gesamtwochen, AuszeichnungChartplatzierungen (Jahr, Titel, Album, Platzierungen, Wochen, Auszeichnungen, Anmerkungen) | Höchstplatzierung, Gesamtwochen, AuszeichnungChartplatzierungen (Jahr, Titel, Album, Platzierungen, Wochen, Auszeichnungen, Anmerkungen) | Höchstplatzierung, Gesamtwochen, AuszeichnungChartplatzierungen (Jahr, Titel, Album, Platzierungen, Wochen, Auszeichnungen, Anmerkungen) | Höchstplatzierung, Gesamtwochen, AuszeichnungChartplatzierungen (Jahr, Titel, Album, Platzierungen, Wochen, Auszeichnungen, Anmerkungen) | Anmerkungen                                                |
| Jahr | Titel Album                                   | FR | BEW | DE | CH | Anmerkungen                                                |
| --- | --------------------------------------------- | --- | --- | --- | --- | ---------------------------------------------------------- |
| 2010 | Non non non (Écouter Barbara) Camélia Jordana | — | BEW3 (27 Wo.)BEW | — | CH48 (7 Wo.)CH | Erstveröffentlichung: 1. Februar 2010                      |
| 2010 | Moi c’est Camélia Jordana                     | — | BEW35 (5 Wo.)BEW | — | — | Erstveröffentlichung: 22. November 2010                    |
| 2014 | Dans la peau                                  | FR95 (3 Wo.)FR | — | — | — | Erstveröffentlichung: 23. Mai 2014                         |
| 2016 | The Thrill Is Gone –                          | FR176 (1 Wo.)FR | — | — | — | Erstveröffentlichung: 8. April 2016 mit Erik Truffaz       |
| 2020 | Facile Facile × fragile                       | FR56 Platin · (29 Wo.)FR | — | — | — | Erstveröffentlichung: 7. Februar 2020                      |
| 2020 | Silence Facile × fragile                      | FR123 (1 Wo.)FR | — | — | — | Erstveröffentlichung: 11. September 2020                   |
| 2021 | Ma soeur Sorøre                               | FR159 Gold · (6 Wo.)FR | — | — | — | Erstveröffentlichung: 23. April 2021 mit Amel Bent & Vitaa |
| Folgende Lieder erschienen nicht als Single, wurden aber durch das Album zum Download und Streaming bereitgestellt und konnten somit eine Platzierung erlangen: |                                               | | | | |                                                            |
| |                                               | | | | |                                                            |
| 2014 | Comment lui dire Dans la peau                 | FR188 (1 Wo.)FR | — | — | — |                                                            |
| 2014 | À l’aveuglette Dans la peau                   | FR191 (1 Wo.)FR | — | — | — |                                                            |

Weitere Singles
- 2010: Calamity Jane
- 2013: Je ne t’ai jamais aimé (Babx & Camélia Jordana)

### Gastbeiträge
| Jahr | Titel Album           | Höchstplatzierung, Gesamtwochen, AuszeichnungChartplatzierungen (Jahr, Titel, Album, Platzierungen, Wochen, Auszeichnungen, Anmerkungen) | Höchstplatzierung, Gesamtwochen, AuszeichnungChartplatzierungen (Jahr, Titel, Album, Platzierungen, Wochen, Auszeichnungen, Anmerkungen) | Höchstplatzierung, Gesamtwochen, AuszeichnungChartplatzierungen (Jahr, Titel, Album, Platzierungen, Wochen, Auszeichnungen, Anmerkungen) | Höchstplatzierung, Gesamtwochen, AuszeichnungChartplatzierungen (Jahr, Titel, Album, Platzierungen, Wochen, Auszeichnungen, Anmerkungen) | Anmerkungen                                                                             |
| Jahr | Titel Album           | FR | BEW | DE | CH | Anmerkungen                                                                             |
| ---- | --------------------- | --- | --- | --- | --- | --------------------------------------------------------------------------------------- |
| 2018 | Holidays Are Coming – | — | — | DE97 (3 Wo.)DE | — | Erstveröffentlichung: 9. November 2018 The Kingdom Choir feat. Camélia Jordana & Namika |

## Filmografie (Auswahl)
- 2012: La stratégie de la poussette
- 2014: Bird People
- 2015: Mademoiselle Hanna und die Kunst nein zu sagen (Je suis à vous tout de suite)
- 2015: Nur wir drei gemeinsam (Nous trois ou rien)
- 2016: La fine équipe
- 2017: Voll verschleiert (Cherchez la femme)
- 2017: Die brillante Mademoiselle Neïla (Le brio)
- 2018: Chacun pour tous
- 2019: Curiosa – Die Kunst der Verführung (Curiosa)
- 2019: Soeurs d’armes
- 2019: La nuit venue
- 2020: Leichter gesagt als getan (Les choses qu’on dit, les choses qu’on fait)
- 2020: Parents d’élèves
- 2022: Meinen Hass bekommt ihr nicht (Vous n’aurez pas ma haine)
- 2023: Avant que les flammes ne s’éteignent
- 2023: Irresistible (Fernsehserie, 6 Folgen)
- 2024: Shukran
- 2024: Les tempêtes